# Pago de San Clemente
Pago de San Clemente es un núcleo de población disperso del municipio de Trujillo en la provincia de Cáceres, Comunidad Autónoma de Extremadura (España). En 2020 contaba con una población de 47 habitantes.

## Geografía
Se encuentra muy cerca de Herguijuela y de la villa de Madroñera. Además de la zona de concentración de viviendas, principalmente junto a la iglesia de San Juan Bautista (su patrón), nos encontramos multitud de pequeños terrenos con casonas de campo y lagares con el que se hace y hacía un vino muy valorado por los contornos. Estas casas de campo nacen como segundas residencias de algunas familias de Trujillo, pues el benigno clima convierte a la zona en el lugar de veraneo y descanso tradicional del municipio trujillano.

## Patrimonio
Existe una iglesia parroquial católica bajo la advocación de San Juan Bautista. Forma parte de la Archidiócesis de Mérida-Badajoz, Diócesis de Plasencia, Arciprestazgo de Trujillo.